# یوکیو آئویاما
یوکیو آئویاما (انگلیسی: Yukio Aoyama; ۱۵ مارس ۱۸۸۸ – ۱۱ دسامبر ۱۹۳۹) بازیگر اهل ژاپن بود.